# 加地大介
加地 大介（かち だいすけ、1960年5月5日 - ）は、日本の哲学者。埼玉大学教養学部教授。専門は分析形而上学、哲学的論理学、形式存在論。

## 人物・来歴
愛知県に生まれる。1983年東京大学教養学部（科学史科学哲学分科）卒業。1989年同大学院人文科学研究科博士課程（哲学専攻）単位取得退学。
1993年埼玉大学教養部講師、1994年助教授、2005年教養学部教授をへて、人文社会科学研究科教授。
2018年「もの - 現代的実体主義の存在論 -」で、文学博士（東京大学）の学位を取得。

## 著書
- 『なぜ私たちは過去へ行けないのか : ほんとうの哲学入門』（哲学書房） 2003年
- 『穴と境界 : 存在論的探求』（春秋社） 2008年
- 『もの = Agents :現代的実体主義の存在論』（春秋社） 2018年

## 翻訳
- 『模型は心を持ちうるか 人工知能・認知科学・脳生理学の焦点』（V・ブライテンベルク、哲学書房） 1987年
- 『例題で学ぶ現代論理学 1』（J・ノルト, D・ロハティン、マグロウヒル出版） 1994年
- 『現代論理学』1 - 2（ジョン・ノルト, デニス・ロハティン、斎藤浩文共訳、オーム社、マグロウヒル大学演習） 1995年
- 『アリストテレス的現代形而上学』 (トゥオマス・E・タフコ 編著、鈴木生郎, 秋葉剛史, 谷川卓, 植村玄輝, 北村直彰共訳、春秋社、現代哲学への招待 Anthology） 2015年